# Vondst van het Mariabeeld in een put door herder Wendelinus
Vondst van het Mariabeeld in een put door herder Wendelinus is een schilderij van Albin Windhausen in het Historiehuis in Roermond.

## Voorstelling
Het stelt de vondst voor van het genadebeeld van Onze Lieve Vrouwe in 't Zand door de Poolse herder Wendelinus. Hij is knielend afgebeeld met in zijn handen het zojuist gevonden beeldje uit de put achter hem. Links staan zijn schapen te drinken. Rechts kijkt zijn hond toe. Op de achtergrond is een glooiend landschap te zien met links de heidegronden van De Kemp (nu een woonwijk van Roermond) en rechts aan de Roer een Limburgse carréboerderij (mogelijk de Muggenbroekerhof, die in 1224 voor het eerst genoemd wordt). Achter de put staat een oude eik, die opgevat wordt als symbool van onvergankelijkheid.

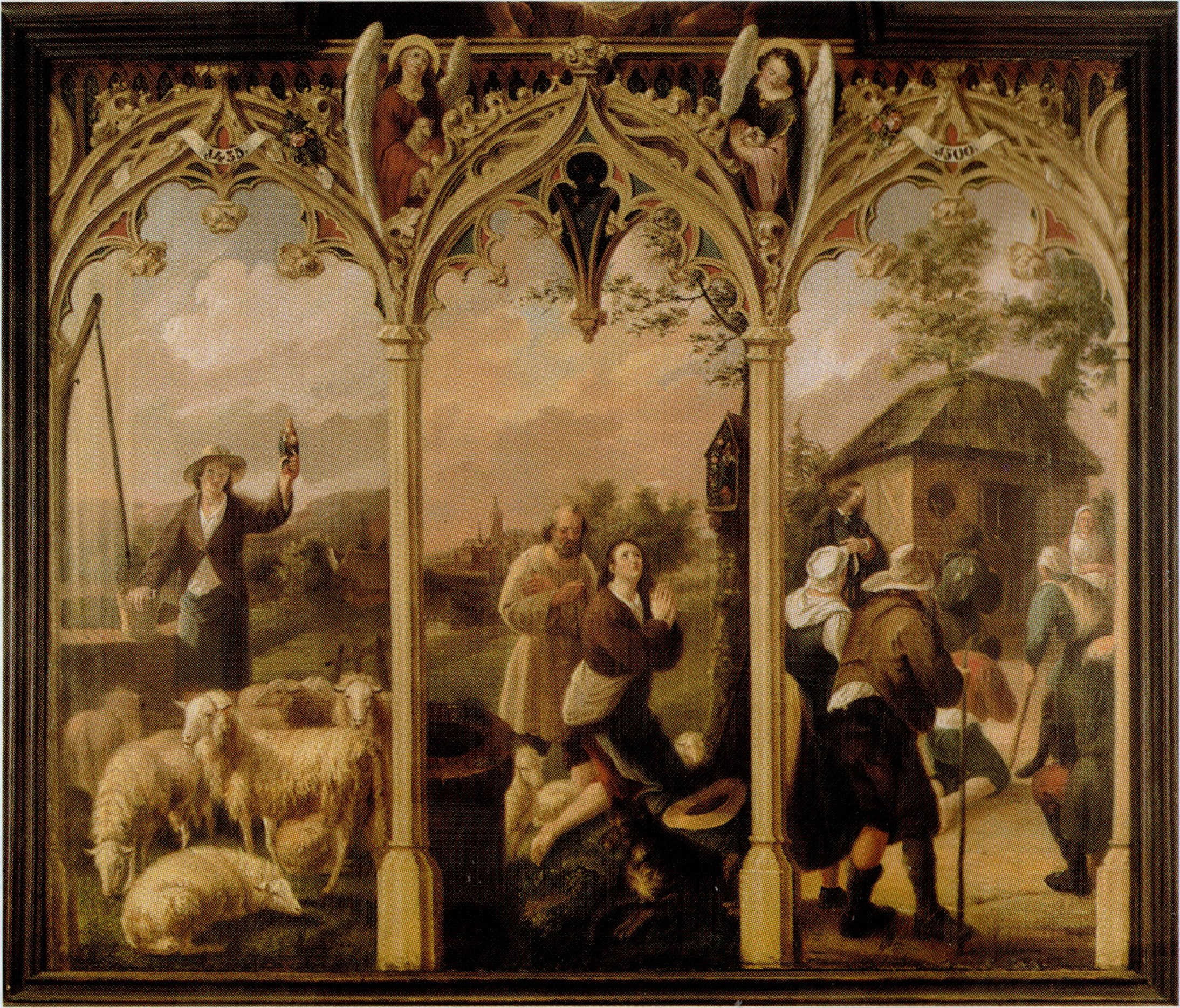
Anoniem. De geschiedenis van de Kapel in 't Zand. 1852-1895. Roermond, Kapel in 't Zand.

Het schilderij maakt deel uit van een serie van acht voorstellingen uit de geschiedenis van de Kapel in 't Zand. Windhausen maakte deze serie ter gelegenheid van het 500-jarige jubileum van de vinding van het beeldje. Het werk komt overeen met een tafereel op een 19e-eeuws schilderij in de sacristie van de Kapel in 't Zand.

## Herkomst
Het werk werd in 1935 geplaatst in een van de acht kapelletjes die speciaal hiervoor gebouwd werden, in het Kruiswegpark vlak bij de Kapel in 't Zand. De schilderijen zouden in de zomermaanden te zien zijn. In de winter werden ze in een schuur naast het park opgeslagen. Aan het kapelletje is een tekstbordje bevestigd. Volgens dit bordje is het kapelletje in 1935 opgericht door de inwoners van het rectoraat van de Kapel in 't Zand. In 2008-2009 werden de acht schilderijen gerestaureerd door Edwina Brinckmann-Rouffaer. Hierna werden de schilderijen overgebracht naar het Historiehuis. In 2010 werden fotografische reproducties op ware grootte geplaatst in de kapelletjes.